# 施文心
施文心（1928年11月—2022年12月25日），女，四川江津人，中国电影文学编辑，北京电影制片厂文学编辑。

## 家庭
丈夫葛存壮。儿子葛优。